# カシモフ

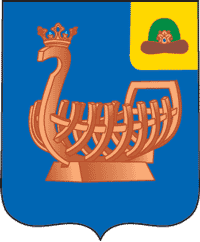
紋章

カシモフ（ロシア語: Касимов, タタール語: Касыйм, Kasimov）は、ロシア連邦のリャザン州にある町。人口は2万8443人（2021年）。 カシモフスキー地区の行政の中心地である。街はオカ川の左岸に位置する。
古くはカシモフ・ハン国が置かれタタール人の多かった町で、タタール語ではカシム（Qasím）という。かつてはハンキルマン(Xankirmän)、ゴロデツ・メショルスキー(Городец Мещёрский, Gorodets Meschorsky)、ノヴィ・ニゾヴォイ(Новый Низовой, Novy Nizovoy)などの名でも呼ばれた。

## 歴史
カシモフ地方の最初の住民はフィン人の部族でメスキオーラと呼ばれた。彼らはのちにロシア人およびタタール人と同化した。

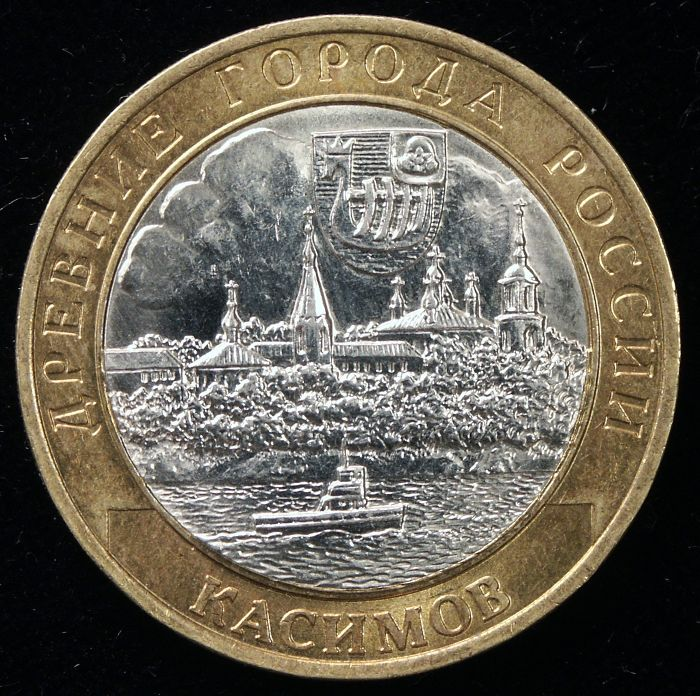
2003年発行の10ルーブル硬貨

街は1152年にウラジーミル＝スーズダリ公国のユーリー・ドルゴルーキー公によって創建された。はじめロシア語でゴロデツと名づけられ、後にゴロデツ・メショルスキーと改名している。1376年にロシア人の住む街はジョチ・ウルスのタタールに攻撃されて破壊されたが、まもなく再建され、ノヴィ・ニゾヴォイと呼ばれるようになった。

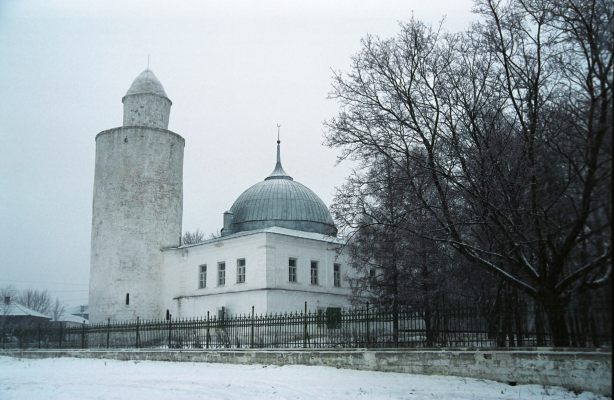
15世紀に建てられたミナレット

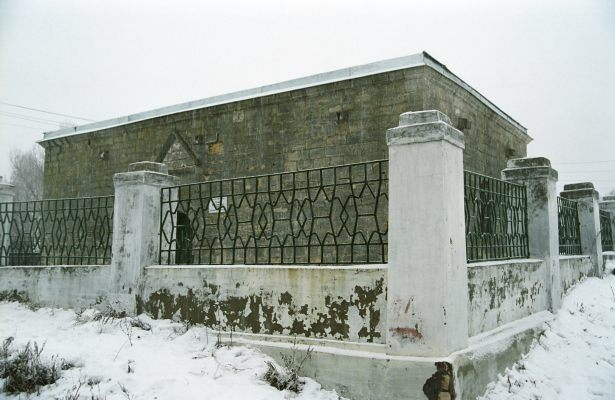
カシモフ・ハン国とカザン・ハン国のハンとなったシャー・アリーの霊廟

1445年のスーズダリの戦いで、モスクワ大公国の大公ヴァシーリー2世がジョチ・ウルスのハンのひとりでカザン・ハン国の創始者となったウルグ・ムハンマドによって捕らえられると、かつてのメスキオーラの地は公の身代金として与えられた。
1452年、ヴァシーリー2世はこの町をモスクワ大公国に亡命してきたカザン・ハン国の王族カシムに与えた。カシムがモスクワに投じた理由は、彼がジョチ・ウルスの宗主である大オルダのハンからモスクワ大公に主君を替えたためとも、カシムと弟のユースフが兄弟のマフムードとカザン・ハン国の王位を争って敗れて逃れてきたためとも言われる。街は1471年以降、「カシムの街」すなわちカシモフという名前で知られるようになり、カシモフ・ハン国の首都となった。
モスクワ大公国はジョチ・ウルスの各ハン国からモスクワに亡命してきた王族をカシモフのハンに据えることで、タタールの亡命者でイスラム教を信じキリスト教徒のモスクワに直接従うことを好まない者をこの国に引き受けさせ、モスクワ大公国の衛星国、緩衝国とした。17世紀のカシモフの街は、ハンとタタール人貴族の居住する旧市街（もしくはタタール人地区）、モスクワの臣民である居留者が住むヤムスコイ街、モスクワから任命されたロシア人知事が支配するマルフィン街の3つの地区に分かれていた。
カシモフは、1681年にハン国が廃止されてふたたびロシア領に編入された。多くのタタール人はキリスト教に改宗してロシア人に同化していったが、現在も若干のタタール人が残っている。

## 住民
カシモフの主要な住民はロシア人であるが、伝統的な住民として、カシモフ・タタール人というエスニック・グループが存在する。
カシモフにタタール人が到来したのはモンゴル帝国がロシアを征服した13世紀のことである。この地方はジョチ・ウルスの支配下に組み入れられ、タタールの人々の間にイスラム教の信仰が広まると、この地方におけるイスラム信仰の中心地となっていった。カシモフ・ハン国のもと15世紀以降には、この街にはジョチ・ウルスからモスクワ大公国を頼って亡命してきたタタール人たちが入植するようになり、カシモフ・タタール人（カシム・タタール人）と呼ばれ現在も存続しているエスニック・グループを形成していった。カシモフ・タタール人はタタール語の西部方言の一種を主に話し、ヴォルガ・タタール人の一派とみなされている。
人口:
- 1910年 – 17,000
- 2000年 – 38,000

カシモフのタタール語人口：
- 1910年 – 1,000  - 2,000
- 2000年 – 500

## 歴史的建造物
- 石造モスク（1467年）
- シャー・アリー・ハンの霊廟（1555年）
- アフガン・ムハンマド・ハンの霊廟（1658年）
- 主の洗礼祭教会（Богоявленская церковь, 17世紀）
- 聖ニコライ教会（Никольская церковь, 17世紀）
- 至聖三者教会（Троицкая церковь, 17世紀）
- 主の升天大聖堂（Вознесенский собор, 19世紀）